# Château du Plantay
Le château du Plantay est un ancien château fort, fondée vers 1305 par le chevalier Hugues du Plantay, centre de la seigneurie du Plantay, qui se dresse sur la commune du Plantay dans le département de l'Ain en région Auvergne-Rhône-Alpes, et dont la tour en est le vestige.
La tour et le bâtiment annexe sont inscrits au titre des monuments historiques par arrêté du 29 janvier 1991.

## Localisation
La tour médiévale du Plantay se situe dans le département français de l'Ain sur la commune du Plantay, à l'ouest du bourg, en bordure de l'étang du Grand Châtel.

## Historique
La seigneurie, du Plantay est au XIIIe siècle la possession des gentilshommes du nom de Saint-Didier. En 1272, Josserand de Saint-Didier reconnait tenir sa terre du fief de Louis Ier, sire de Beaujeu, qui en avait acquis l'hommage du sire de Thoire-Villars.
En 1302, vivait Hugues de Saint-Didier, chevalier. Humbert, sire de Thoire-Villars, inféode la seigneurie en 1305, à Hugues du Plantay, chevalier. Les descendants de Hugues en jouirent jusqu'à Claudine, fille unique d'Antoine du Plantay, qui la porte en dot, d'abord, en 1402, à Guy III de la Palud, seigneur de Châtillon-la-Palud, puis à Jean du Saix, seigneur de Baneins, son second mari.
Jean du Saix désintéressa, le 16 février 1441, le fils que sa femme avait eu de son premier mariage, et transmit la seigneurie du Plantay tout entière à Jeanne du Saix, sa fille, femme d'Hugonin IV, seigneur de Chandée. Jean-Charles et Philibert, fils d'Hugonin, la vendirent avec clause de réméré, le 28 août 1494, à Girard de Grillet, écuyer, puis, sans condition, à Jean-Philibert de la Palud, comte de Varax, leur cousin († 1527 ; arrière-arrière-petit-fils de Guy III de La Palud).
Claudine de Rye († 1593), veuve de Jean III de La Palu, seigneur de Jarnosse († 1544 ; arrière-arrière-arrière-petit-fils de Guy III de La Palu(d) ; cf. les articles Varambon et Neublans > branche de Rye), ayant succédé à leurs filles mortes sans laisser d'enfant, conserva cette seigneurie jusqu'au 22 mai 1544, époque où elle la transmit avec Bouligneux, auquel elle resta depuis unie, à Jean de la Palud, chevalier, seigneur de Meilly.
Le château du Plantay fut incendié en partie, en 1460, par les troupes du duc de Bourbon. Il n'en subsiste plus qu'une tour, qui paraît avoir été construite au XIVe siècle.
En 2024, la Communauté de Communes de la Dombes acquiert le site en vue de le transformer en un site pédagogique et touristique.

## Description
La tour médiévale du Plantay, gros donjon cylindrique, construit en brique avec des encadrements et des mâchicoulis en pierre calcaire, et d'un bâtiment annexe, sont les restes d'un château du XIVe siècle. C'est le type de donjon circulaire du début du XIVe siècle, dans les Dombes, comme le Montellier et Chavagneux.